# 馬拉努拉區
馬拉努拉區（西班牙語：Distrito de Maranura），是秘魯的一個區，位於該國南部庫斯科大區的拉孔本西翁省，始建於1961年3月17日，面積150.3平方公里，海拔高度1,120米，2005年人口6,725，人口密度每平方公里45人。